# 월송초등학교
월송초등학교는 대한민국 경상북도 울진군에 있었던 공립 초등학교이다.

## 학교 연혁
- 1943. 06. 30. 학교 설립인가
- 1944. 03. 25. 월송국민학교로 개교
- 1949. 06. 25. 제1회 졸업식
- 1979. 03. 01. 문교부 지정 급식시범학교 운영
- 1981. 03. 01. 병설유치원 개원
- 1996. 03. 01. 월송초등학교로 개칭
- 2009. 09. 01. 교원능력 개발평가 시범학교
- 2014. 03. 01. 제34대 임철수 교장 부임
- 2015. 02. 13. 제66회 졸업(총 3,866명)
- 2015. 03. 01. 3학급 편성, 유치원 1학급
- 2025. 02. 28. 폐교[1] 및 평해초등학교 통폐합, 81년만에 폐교

## 참고 자료
- 월송초등학교 - 한국교육학술정보원 학교알리미